# Fűszercserjefélék
A fűszercserjefélék (Calycanthaceae) a babérvirágúak rendjébe tartozó, 1 kivétellel lombhullató cserjék 3 nemzetségben 9-10 fajt számláló családja. Magyarországon legjobban az illatos fűszercserje ismert, mely megtalálható botanikus kertekben és kerti dísznövényként is árusítják.

## Nemzetségek és fajok
- Calycanthus L. – fűszercserje[1]

- Calycanthus chinensis (W.C.Cheng & S.Y.Chang) P.T.Li – (syn. Sinocalycanthus chinensis) – morfológiailag sokban különbözik a nemzetség többi fajától, Csöcsiangban (Zhejiang) endemikus
- Calycanthus floridus L. – illatos fűszercserje, floridai fűszercserje; É-Amerika keleti felén honos, számos, akár kisfajnak tekintett változata ismert
- Calycanthus occidentalis Hook. & Arn. – kaliforniai fűszercserje, nyugati fűszercserje; Kaliforniában honos

- Chimonanthus Lindley – tündérfa[3]

- Chimonanthus campanulatus R.H.Chang & C.S.Ding – Kínában Jünnan DK-i részéről származik
- Chimonanthus grammatus M.C.Liu
- Chimonanthus nitens Oliv.

- Chimonanthus nitens var. salicifolius (syn. Ch. salicifolius)

- Chimonanthus praecox (L.) Link – illatos tündérfa; K-Ázsia; sárga virágai jóval a levelek megjelenése előtt nyílnak
- Chimonanthus zhejiangensis M.C.Liu

- Idiospermum Blake

- Idiospermum australiense (Diels) S.T.Blake Ausztráliában Queensland-ben endemikus, a családban az egyetlen örökzöld faj.

## Jellemzés
Illatos cserjék vagy kis fák. A levelek átellenes állásúak, a levélszél ép vagy a fiatal hajtásokon gyéren fogazott. Virágai magánosak, a vacok kehelyszerűen kiszélesedő (hyphantium), a virág tagjai spirálisan rendeződnek rajta, a virágtakaró lepel.
A Calycanthus nemzetségben előfordul egy calycanthin nevű alkaloid, mely a sztrichninhez hasonló, emberre és legelő állatokra mérgező hatású.